# Foca-de-crista

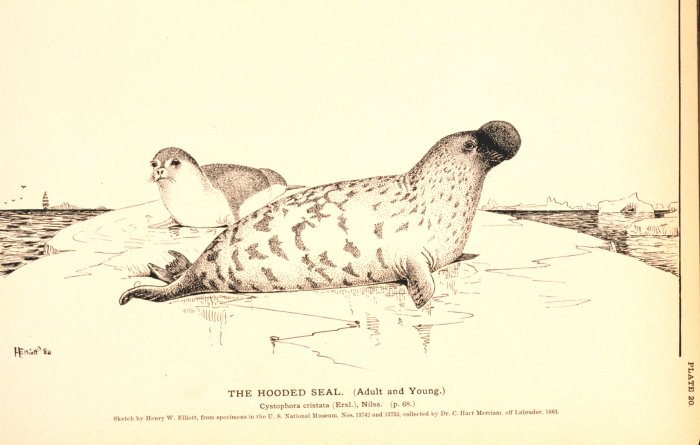
iliustração da foca-de-crista

A foca-de-crista (Cystophora cristata), também conhecida como foca-de-capuz, é um mamífero que vive em regiões frias, encontrado de Svalbard (Noruega) ao golfo de St. Lawrence (Canadá). A crista dos machos é na verdade a sua cavidade nasal, é bastante elástica e por vezes projetam o seu interior para fora das narinas, que parece um grande balão vermelho, utilizam isto para demonstrar a sua masculinidade

## Conservação
Sua população total está estimada em 600.000 indivíduos. A foca-de-capuz, juntamente com a foca-da-groenlândia, é acusada pelos pescadores canadenses de não deixarem os bancos dos peixes se recuperarem, afetados pela exploração excessiva. Suas populações foram caçadas por Russos, canadenses, noruegueses e por islandeses.São caçadas desde a década de 40 de forma intensiva na área conhecida como “Front” na costa de Labrador e Terranova (Canadá). Atualmente o governo canadense autoriza a caça de 10.000 animais por ano. O não cumprimento destas cotas, devido  a falta de controle por parte do governo canadense, em 1996 mataram 25.000 animais, quase o triplo do permitido. A caça por parte dos russo e noruegueses ocorre na primavera. Na Noruega, a cota de caça anual de exemplares adultos em 2001 foi de 10.300 animais (1,5 filhote é igual a um adulto). A indústria norueguesa de peles de foca está diminuindo muito, mas os caçadores de pele tentam fazê-la viável novamente. Na Rússia se estima uma média de 2.401 capturas entre 1986-1995. Posteriormente, se autorizou a caça de 4.000-6.000 focas de capuz para caça de subsistência na Groenlândia. Os caçadores da Islândia abatem um número desconhecido de focas de capuz anualmente. Ela se defende do frio com uma extensa camada de gordura e couro.